# Иванов, Владимир Анатольевич
Владимир Анатольевич Иванов — российский мотогонщик, выступавший также по украинской гоночной лицензии.

## Биография
Владимир Иванов — потомственный гонщик. Он родился в семье чемпиона СССР по картингу, Анатолия Иванова.
Спортивная карьера Владимира началась с 1994 года на Первенстве России по картингу. Однако вскоре Владимир был вдохновлен двухколесной техникой: он приобрел мопед, затем скутер и стал интересоваться мотогонками. В этот период Владимира пригласили на его первые соревнования на двухколесной технике — скутерные гонки в составе команды «Гипербайк».
С 1996 года в зимний период Владимир стал выступать в роли пассажира на кроссовом мотоцикле с коляской. Это стало очень важным опытом — он поднял свою физическую кондицию и, главное, моральную выносливость. Он понял, что хочет развиваться в мотоспорте.
В теплый сезон Владимир стал активно тренироваться на минимото и принимать участие в Кубках России по минимото. Вскоре его заметили и пригласили выступать в московскую команду «Юкос Моторспорт». Это означало, что у Владимира впервые появилась возможность регулярно тренироваться на большом мотоцикле на официальной гоночной трассе.
Так в 19 лет началась его стремительная карьера в большом спорте. За всю историю Мирового Чемпионата MOTO GP участниками были только два русских пилота, один из них Владимир Иванов.

## Настоящее время
В 2013 году во время гонки на чемпионате мира в городе Имола, Италия, Владимир Иванов попал в серьёзную аварию и получил очень тяжелые травмы, после года восстановления, он решил покинуть профессиональный мотоспорт и переехал жить в Дубай, где активно ведет направление мотоспорта, занимается спортивной инженерией и воспитывает сына.
В настоящее время, Владимир профессионально занимается FPV, соревнуется на мировых и российских чемпионатах (Россия, Испания, США, Корея, Австрия, Германия, Китай, Франция), разрабатывает рамы и системы управления.

## Регалии
- Сезон 2003 Победитель Чемпионата России в классе СуперСпорт и Победитель Кубка Стран Восточной Европы в классе СуперСпорт
- Сезон 2004 Победитель Чемпионата России в классе СуперСпорт
- Сезон 2005 Призёр Открытого Чемпионата Германии
- Сезон 2006 Участник Чемпионата Мира в классе СуперСпорт и Призёр Открытого Чемпионата Германии в классе СуперСпорт
- Сезон 2007 Участник Чемпионата Мира в классе СуперСпорт и Призёр Открытого Чемпионата Германии в классе СуперСпорт
- Сезон 2008 Серебряный призёр Открытого Чемпионата Германии
- Сезон 2010 Участник мирового чемпионата Гран-При в классе Мото2
- Сезон 2011 Участник Чемпионата Мира в классе Supersport
- Сезон 2012 Чемпион России по ШКМГ в классе Superbike
- Сезон 2013 Участник Чемпионата Мира в классе Superbike
- Сезон 2014 Разработка системы управления спортивными мероприятиями DEMS
- Сезон 2014 Инженер команды DMC Racing на чемпионате мира SBK
- Сезон 2015 Менеджер команды Evil Empire Drift, UAE Drift Championship, Dubai
- Сезон 2015 Победитель UAE Sportbike Championship
- 2016-по настоящее время профессиональный пилот FPV